# Oxalis tenuis
Oxalis tenuis är en harsyreväxtart som beskrevs av Salter. Oxalis tenuis ingår i släktet oxalisar, och familjen harsyreväxter. Inga underarter finns listade i Catalogue of Life.